# Avanim
Avanim es una película dramática coproducida entre Francia, Israel y Estados Unidos, estrenada 2004, siendo el cuarto largometraje de Raphael Nadjari. Se rodó en Tel Aviv y sus alrededores en 2003, en HDCam. La película se presentó en el Festival Internacional de Cine de Berlín como Panorama: Presentación especial en 2004.

## Sinopsis
Michale es una mujer de unos 30 años, casada y con un hijo pequeño y que trabaja en la firma de contabilidad de su padre en Tel Aviv al servicio de instituciones religiosas. Divide su tiempo entre su hijo, su marido, su trabajo y el hombre con el que mantiene una aventura. Cuando Michale se entera de la repentina muerte de su amante, su vida queda destrozada.

## Reparto
- Asi Levi como Michale[1]
- Uri Gavriel como Meir[1]
- Florencia Bloch como Nehama Tinski
- Shaul Mizrahi como Gabai
- Danny Steg como Shmoulik
- Gabi Amrani-Gur como Rav Ozeri
- Eli Eltonyo como Gabriel

## Estreno
Tras su estreno como presentación Panorama Especial en el Festival de Cine de Berlín, Avanim se estrenó en Nueva York en el Museo de Arte Moderno- Se estrenó en cines en Israel el 9 de diciembre de 2004, y en Francia el 16 de marzo de 2005.

## Premios y nominaciones
- Festival Internacional de Cine de Berlín (2004) - Panorama
- Cinema Tout Ecran (Ginebra) - Ganadora, Mejor Película
- Festival de Cine Europeo de Sevilla - Ganadora, Giraldillo de Oro a la Mejor Película[3]
- France Culture - Ganador, Director del año
- Premios del Cine Europeo - Nominada, Mejor Actriz (Asi Levi)[4]